# Mistrzostwa Świata FIBT 1994
Mistrzostwa Świata FIBT 1994 odbywały się w dniach 5–6 lutego 1994 r. w niemieckiej miejscowości Altenberg, gdzie rozegrano tylko konkurencję skeletonu. W konkurencjach bobslejowych mistrzostw świata nie rozgrywano z uwagi na Zimowe Igrzyska Olimpijskie.

## Skeleton
- Data: 5–6 lutego 1994
- Miejsce: Altenberg

### Mężczyźni
| Miejsce | Sportowiec         | Narodowość        | Czas    |
| ------- | ------------------ | ----------------- | ------- |
| 1       | Gregor Stähli      | Szwajcaria        | 3:59.35 |
| 2       | Andi Schmid        | Austria           | 3:59.40 |
| 3       | Franz Plangger     | Austria           | 3:59.62 |
| 4       | Christian Auer     | Austria           | 4:00.64 |
| 5       | Michael Grünberger | Austria           | 4:01.51 |
| 6       | Ryan Davenport     | Kanada            | 4:02.33 |
| 7       | Jürg Wenger        | Szwajcaria        | 4:02.75 |
| 8       | Urs Vescoli        | Szwajcaria        | 4:03.09 |
| 9       | Orvie Garrett      | Stany Zjednoczone | 4:05.16 |
| 10      | Freddy Steinmann   | Szwajcaria        | 4:05.24 |

### Tabela medalowa
| Miejsce | Państwo    |   |   |   | Razem |
| ------- | ---------- | - | - | - | ----- |
| 1.      | Szwajcaria | 1 | 0 | 0 | 1     |
| 2.      | Austria    | 0 | 1 | 1 | 2     |